# マリオ・ブルネロ
マリオ・ブルネロ（イタリア語: Mario Brunello、1960年10月21日 - ）は、イタリアのチェリスト。

## 略歴
カステルフランコ・ヴェーネト（トレヴィーゾ県）生まれ。ヴェネツィア音楽院でアドリアーノ・ヴェンドラメリ、アントニオ・ヤニグロに師事。1986年、モスクワのチャイコフスキー国際コンクールチェロ部門で第1位を受賞。
クラウディオ・アバド、チョン・ミョンフン、ヴァレリー・ゲルギエフ、カルロ・マリア・ジュリーニ、エリアフ・インバル、マレク・ヤノフスキ、リッカルド・ムーティ、ズビン・メータ、小澤征爾などの名だたる指揮者のもと、世界の主要なコンサートホールで演奏活動を行っている。
室内アンサンブルにも積極的に参加しており、これまでにピアニストのマッシモ・ソメンツィ、アンドレア・ルッチェーニ、ヴァイオリニストのギドン・クレーメル、サルヴァトーレ・アッカルド、フランク・ペーター・ツィンマーマンなどのソリストと共演している。ヴィニチオ・カポッセラ（現在も共演している）、ユリ・ケイン、ジャンマリア・テスタとのジャズ・フェスティバルに参加し、マッダレーナ・クリッパ、マルコ・パオリーニとの演劇公演や、バッハに捧げる先見性のあるプロジェクト（私はバッハだと思った。Musicamorfosiプロデュース）も行っている。
彼はイタリア弦楽合奏団の創立者であり、指揮者でもある。シエナのキジアーナ音楽院の夏期専門コースで教えており、そしてサンタ・チェチーリア国立アカデミアの教員でもある。
彼のレパートリーはバロック音楽やバッハ（1993年から1994年にかけてトリノ音楽院講堂で無伴奏チェロ組曲BWV 1007-1012を録音）から現代音楽、ジャズへの進出まで非常に幅広い。ベネデット・マッツァクーラティ、後にイタリア弦楽四重奏団のチェリスト、フランコ・ロッシが所有していた、17世紀にジョヴァンニ・パオロ・マギーニが制作したチェロを演奏している。
2008年からは、レッジョ・エミリアの国際弦楽四重奏コンクール「プレミオ・パオロ・ボルチアーニ」の芸術監督を務めている。
故郷のカステルフランコ・ヴェネトでは、鉄を製造していた古い工場をコンサートホールとして再利用したカパンノーネ・アンティルギーネでコンサートや講座、マスタークラスを開催した このプロジェクトでは、監督のパトリシア・バルベッティとロベルタ・ペドリーニがスイス・イタリア語放送のためにドキュメンタリー「In alto con la musica」を制作した。
彼は音楽祭「ドロミテの響き」に第1回から参加している。